# Гергель Корачонь
Гергель Корачонь (угор. Karácsony Gergely; нар. 11 червня 1975, Фехердьярмат) — угорський політик, співголова партії «Діалог для Угорщини» з 2014 року. Кандидат на посаду прем'єр-міністра (2018). Мер Будапешта (з 2019 року).
Вивчав соціологію в Будапештському університеті (2000). Працював у дослідницькій компанії Medián, з 2007 року обіймав посаду директора з досліджень компанії. З 2004 року також викладав в Університеті Корвіна. Публікувався у Népszabadság і HVG.
У 2009 році Корачонь приєднався до партії «Політика може бути іншою», на виборах 2010 р. отримав мандат члена Національних зборів. У 2013 р. приєднався до партії «Діалог для Угорщини». З 2014 по 2019 рік був головою 14-го округу Будапешта Зугло.
11 січня 2023 року відвідав Київ разом із мерами інших європейських столиць: «Я доніс на нашій зустрічі з мером Віталієм Кличком послання мільйонів угорців: Угорщина не дорівнює своєму уряду. Ми знаємо, що означає боротися за свободу. Для міцного миру Київ має перемогти, і Будапешт підтримує його»